# امان ندادن
امان ندادن (انگلیسی: No quarter) یا مهلت ندادن، رحم نکردن و همچنین فرصت ندادن دستوری صادر شده در طول درگیری‌های نظامی از جانب فرماندهان است مبنی بر اینکه؛ «مبارزان اسیر نمی‌شوند، بلکه همگی باید کشته شوند.» از زمان کنوانسیون‌های ۱۸۹۹ و ۱۹۰۷ لاهه، صدور فرمان امان ندادن یک جنایت جنگی تلقی می‌شود و در حقوق بین‌الملل عرفی و دیوان کیفری بین‌المللی بر مبنای اساسنامه رم نیز ممنوع است. اصطلاح امان ندادن «نه از جانب یک حریف مغلوب، بلکه اساساً دستوری است که از جانب فرماندهٔ یک ارتش فاتح صادر می‌گردد» و اعلام می‌دارد که جایی برای نگهداری یا پذیرفتن اسیر وجود ندارد؛ بنابراین، هیچ‌کس را نمی‌توان اسیر کرد و همهٔ مبارزان باید کشته شوند.
استفاده از پرچم‌های سیاه در برخی مناقشات مرسوم بوده است تا نشان دهند — چنانچه حریف تسلیم گردد — امان داده می‌شود. شناخته‌شده‌ترین نمونه پرچم جولی راجر است که توسط دزدان دریایی برای ترساندن و تسلیم خدمهٔ کشتی هدف برافراشته می‌گردید. دزدان دریایی غالباً از درگیری دریایی «رو در رو» که می‌توانست برای هر دو کشتی خطرناک یا همراه با تلفات قابل‌توجهٔ خدمه باشد، اجتناب می‌ورزیدند مگر آنکه گزیری نبوده باشد؛ بنابراین «بدیهی است که تسلیم‌شدنِ کشتیِ هدف، بدون بروز درگیری» مقولهٔ بسیار مهمی به حساب می‌آمد.

## واژگان
1. ↑  Hague Convention of 1899
2. ↑  war crime
3. ↑  customary international law
4. ↑  Rome Statute of the International Criminal Court
5. ↑  Jolly Roger